# Eveline Du Bois-Reymond Marcus
Eveline Du Bois-Reymond Marcus, född 6 oktober 1901 i Berlin, Tyskland, död 31 januari 1990 i São Paulo, Brasilien, var en tysk zoolog och tecknare.